# Mary Atkinson Maurice
Mary Atkinson Maurice (Kirby Cane, Norfolk,1797–Great Yarmouth, 1858) fue una profesora, pedagoga y escritora británica.Su hermano Frederick Maurice, fundó el Queen's College de Londres, del que ella fue una generosa patrocinadora. 

## Trayectoria
Mary Atkinson Maurice, hija de un ministro unitario y maestro de escuela quien la educo, tenía talento para los idiomas y la literatura. A medida que fue creciendo, comenzó  a enseñar a sus hermanas menores. La familia se mudó a Southampton en 1825, donde Maurice, con la ayuda de su hermana, Priscilla, abrió su propia escuela para ayudar económicamente a su familia. Inspirada por las ideas del reformador educativo Johann Heinrich Pestalozzi, pasó un tiempo en una escuela basada en Pestalozzi en Cheam, dirigida por Elizabeth Mayo y Charles Mayo. Prosperó, lo que más tarde motivó un traslado a Reading, donde Mary Maurice y su hermana Esther dirigieron la escuela durante diez años. Cuando Esther se casó en 1844, Mary abandonó la escuela y se mudó a Londres. En 1829, publicó anónimamente un manual educativo titulado Ayudas para el desarrollo, destinado a las madres.

Más tarde en 1837 publicó Conversaciones sobre la estructura humana y los cinco sentidos donde en su prefacio escribió:
Al comenzar un curso de lecciones sobre Historia Natural, se presenta la pregunta: ¿Cuál es el plan correcto a seguir? ¿No es el punto de partida adecuado la maravillosa construcción de nuestro propio cuerpo, junto con los curiosos instrumentos mediante los cuales se ponen en ejercicio los poderes mentales; y no debería este estudio preceder siempre al de los hábitos y modales de otros animales? 
Una vez en Londres, se involucró activamente en el trabajo de la Institución Benevolente de Gobernadoras (GBI), en cuyo comité estaba su hermano Frederick Denison Maurice. La institución tenía como objetivo mejorar la situación de las institutrices, y Mary Atkinson Maurice creía que la educación que conducía a un mayor respeto por la profesión era clave para ello. En 1847 publicó Mothers and Governesses y dos años más tarde Governess Life: its Trials, Duties and Encouragements (1849). Instó a las institutrices a aprovechar las oportunidades de educación, promoviendo el Queen's College, Harley Street, que había abierto en 1848 bajo los auspicios del GBI. Su hermano era su director. Se convirtió en una generosa suscriptora del Queen's College, además de apoyar el trabajo de otra de las iniciativas del GBI, el Asilo para Institutrices Mayores. 
Escribió que: "Todo joven debería estudiar, con la idea de que con toda probabilidad tendrá que enseñar lo que ahora está adquiriendo".
Mary Atkinson Maurice murió de peritonitis, en Great Yarmouth, el 4 de octubre de 1858. Fue enterrada en la iglesia de San Nicolás . 

## Obra seleccionada[9]
- Ayudas para el desarrollo, o instrucción mental y moral ejemplificada en conversaciones entre una madre y sus hijos (1829)[10]
- Abre y verás; o, Primeras lecciones de lectura (1830)
- Un regalo para las madres (1833)[11]
- Memorial de dos hermanas (1833)[12]
- El manual del Evangelio; o, Un breve resumen del contenido de cada capítulo de los cuatro Evangelistas (1834)
- Conversaciones sobre la estructura humana y los cinco sentidos (1837)
- Consejo cristiano; o carta de despedida a un erudito dominical o semanal (1837)
- Escuela Dominical de Glenrock: o lecciones ilustrativas de un método sencillo para transmitir instrucción religiosa a los niños pobres (1840)
- El extraño planeta y otros cuentos (1844)
- Madres e institutrices (1847)
- El amigo del cartista (1848)
- Vida de institutriz (1849)
- El campo y Londres (1849)
- El Palacio de Cristal; una secuela de “El campo y Londres” (1852)
- El guerrero patriota: un bosquejo histórico de la vida del duque de Wellington (1853)
- Arthur, o el niño sin madre (1857)